# Polyptychoides cadioui
Polyptychoides cadioui  es una polilla de la familia Sphingidae. Vuela en Tanzania y Kenia.